# ميخائيل موريس (مخرج)
ميخائيل موريس (بالإنجليزية: Michael Morris)‏ هو مخرج أمريكي، ولد في 30 مارس 1958 في لندن في المملكة المتحدة.

## وصلات خارجية
- ميخائيل موريس على موقع IMDb (الإنجليزية)
- ميخائيل موريس على موقع قاعدة بيانات الفيلم (الإنجليزية)